# Poczekaj (polana)
Poczekaj – polana w Beskidzie Sądeckim w Paśmie Radziejowej na grzbiecie Kordowiec – Niemcowa. Kolejno od dołu do góry jest tutaj 5 polan: Kordowiec, Poczekaj, Stos, Niemcowa i Kramarka. Dawniej na polanach tych były gospodarstwa rolne. Wskutek trudnych warunków bytowania (w szczególności brak wody i prądu elektrycznego) w ciągu lat powojennych mieszkańcy (lub ich potomkowie) w większości przenieśli się do nowych siedzib położonych w dolinach. W 2010 na polanie Poczekaj znajdowały się jeszcze: stajnia i dom Ludwiki Nowakowej, która zamieszkiwała w nim przez lato. Jeszcze niedawno mieszkała tu przez cały rok, miała krowę i kosiła łąkę. Mieszkała w drewnianej, kurnej chacie bez prądu elektrycznego i bez wody bieżącej. Zmarła 16 czerwca 2013 roku w wieku 90 lat.
Polana zajmuje grzbiet oraz wschodnie stoki opadające do doliny Młodowskiego Potoku. Porasta ją ciepłolubna roślinność trawiasta. Jest dobrym punktem widokowym na dolinę Popradu, Pasmo Jaworzyny i pobliskie wzniesienia. Szczególnie dobrze widać stąd sąsiedni grzbiet Kamiennego Gronia i Hale. Z powodu nieopłacalności zaniechano już uprawy roli i koszenia trawy na polanie, co grozi zarośnięciem jej przez las.
Polana należy do części wsi o nazwie Poczekaj w Młodowie w województwie małopolskim, w powiecie nowosądeckim, w gminie Piwniczna-Zdrój.

## Piesze szlaki turystyczne
Główny Szlak Beskidzki na odcinku Rytro – Niemcowa – Radziejowa (Główny Szlak Beskidzki). Czas przejścia z Rytra na Niemcową – 2:30 h.